# کومینالدئید
کومینالدئید (به انگلیسی: Cuminaldehyde) یک ترکیب شیمیایی است. شکل ظاهری این ترکیب، روغن بی‌رنگ است.